# Divadelní inscenace
Divadelní inscenace v teatrologii označuje umělecké dílo, kterým je organizace, partitura jednotlivých divadelních představení. Nejde tedy o konkrétní odehrání divadelního představení, ale o jeho předlohu, která se vyskytuje v mysli všech zúčastněných a je jakousi „ideální“ představou o právě probíhajícím představení.
V obecné češtině však tento termín s termínem divadelní představení splývá a rozumí se obojím totéž.